# Coleosporium clerodendri
Coleosporium clerodendri är en svampart som beskrevs av Dietel 1899. Coleosporium clerodendri ingår i släktet Coleosporium och familjen Coleosporiaceae.   Inga underarter finns listade i Catalogue of Life.